# Lüttich–Bastogne–Lüttich 1992
Lüttich-Bastogne-Lüttich 1992 war die 78. Austragung von Lüttich–Bastogne–Lüttich, eines eintägigen Straßenradrennens. Es wurde am 19. April 1992 über eine Distanz von 262 km ausgetragen. Es war das vierte Rennen im Rad-Weltcup 1992.
Das Rennen wurde von Dirk De Wolf vor Steven Rooks und Jean-François Bernard gewonnen.

## Teilnehmende Mannschaften
| Gatorade-Chateau d’Ax Buckler Banesto Ariostea | CLAS-Cajastur Castorama TVM-Sanyo PDM-Ultima-Concorde | Tulip Computers Carrera Jeans-Tassoni Z Motorola | Lotto-Mavic-MBK R.M.O. Panasonic-Sportlife Mercatone Uno-Zucchini-Medeghini | GB-MG Boys Maglificio-Bianchi Telekom-Merckx ZG Mobili-Selle Italia Helvetia-Commodore | Lotus-Festina ONCE Collstrop-Garden Wood Postobón-Manzana | La William-Duvel Assur Carpets-Willy Naessens-Euroclean |

## Ergebnis
| Rang | Fahrer                | Team                   | Zeit       |
| ---- | --------------------- | ---------------------- | ---------- |
| 1    | Dirk De Wolf          | Gatorade–Chateaux d’Ax | 7h 18' 06" |
| 2    | Steven Rooks          | Buckler                | + 30"      |
| 3    | Jean-François Bernard | Banesto                | gl. Zeit   |
| 4    | Davide Cassani        | Ariostea               | + 1' 35"   |
| 5    | Tony Rominger         | CLAS-Cajastur          | + 2' 00"   |
| 6    | Gérard Rué            | Castorama              | gl. Zeit   |
| 7    | Gert-Jan Theunisse    | TVM-Sanyo              | gl. Zeit   |
| 8    | Giorgio Furlan        | Ariostea               | gl. Zeit   |
| 9    | Robert Millar         | TVM-Sanyo              | + 2' 07"   |
| 10   | Edwig Van Hooydonck   | Buckler                | + 2' 12"   |